# Zinnfiguren-Museum Goslar
Das Zinnfiguren-Museum Goslar stellt historische und moderne Zinnfiguren in selbsterstellten Dioramen aus. Dauerausstellungen werden durch Sonderausstellungen begleitet. Thematisch stehen die Geschichte der Stadt Goslar und die drei UNESCO-Weltkulturerbestätten im Fokus. Untergebracht ist das Museum in der 500 Jahre alten restaurierten Lohmühle.

## Ausstellungen
Das Zinnfiguren-Museum Goslar nennt sich „Historisches Zinnfiguren Museum“. Eingebettet in ein didaktisches Museumskonzept werden rund sechzig Zinnfiguren-Dioramen ausgestellt. Darunter sind auch historische Zinnfiguren.
Die Dioramen stellen die Geschichte des deutschen Reichs und des Abendlandes der Stadt Goslar und der Harzregion dar. Die drei UNESCO-Weltkulturerbe Themen Bergwerk Rammelsberg, Altstadt von Goslar und Oberharzer Wasserwirtschaft haben eigene Bereiche mit Architektur- und Sozialgeschichte. Thematisch werden nicht nur regionale, sondern auch internationale historische Epochen aufgegriffen, wie z. B. die Kultur der Wikinger.
Das Museum bietet seinen Gästen an, Zinnfiguren selber zu gestalten und als Souvenir mitzunehmen. Die Präsentation der Objekte ist im unverbauten Fachwerk des historischen Gebäudes untergebracht. Seit 2016 pflegt und wartet das Zinnfigurenmuseum auch das Technik-Denkmal Lohmühle, das ebenfalls zu besichtigen ist.

## Sonderausstellungen

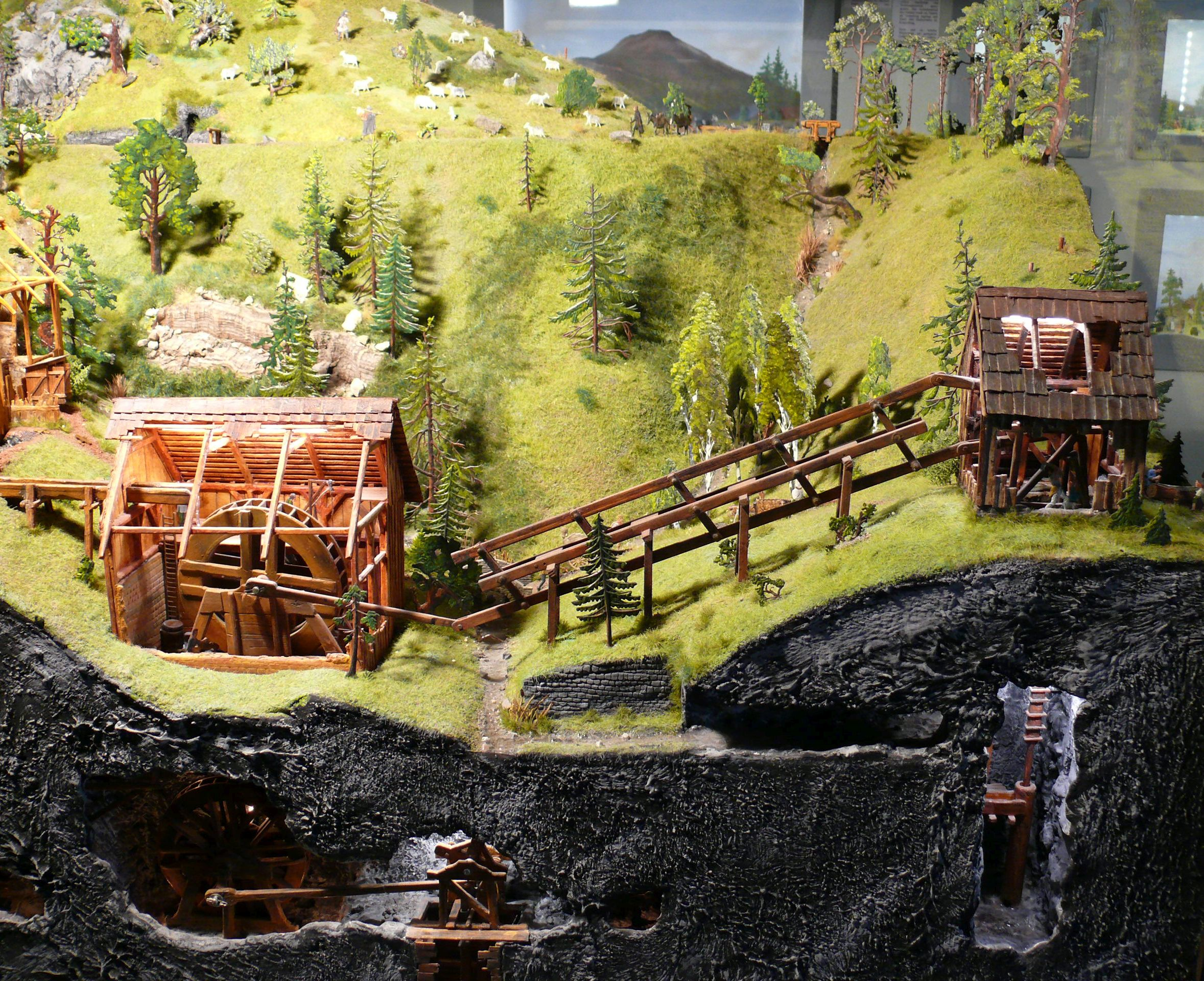
Diorama mit dem Weltkulturerbe „Oberharzer Wasserwirtschaft“

Im Museum werden regelmäßig Sonderausstellungen angeboten. Im Rahmen derer werden Filmvorführungen und Konzerte angeboten. Die Sonderausstellungen greifen auch strittige Themen auf, wie zum Beispiel Religion, Emanzipation, oder Kolonialgeschichte. Für Sonderausstellungen werden auch Leihgaben von privaten Sammlern mit eingebunden.

## Technik
2017 wurde in ein Diorama eine Illusionstechnik von John Henry Pepper namens „Pepper’s ghost“ integriert. Das war die erste Anwendung dessen in einem Zinnfigurenmuseum. Durch Spiegel, Flachglas und Beleuchtung entsteht der Eindruck durchsichtiger Objekte. In der Ausstellung entstand so ein „lebendiger“ Geist, der sich bewegte und erzählte.

## Organisation
Das Museum ist ehrenamtlich geführt. Im Museum werden hauptberufliche Mitarbeiter von Ehrenamtlichen verstärkt. Das Museum wird durch den Förderkreis Goslarer Zinnfiguren-Museum e.V. unterstützt. Es werden keine fertigen Ausstellungen angekauft, sondern Dioramen selber erstellt. Ausstellungen werden zum Teil durch regionale Verbände oder private Spender mitfinanziert.

## Galerie

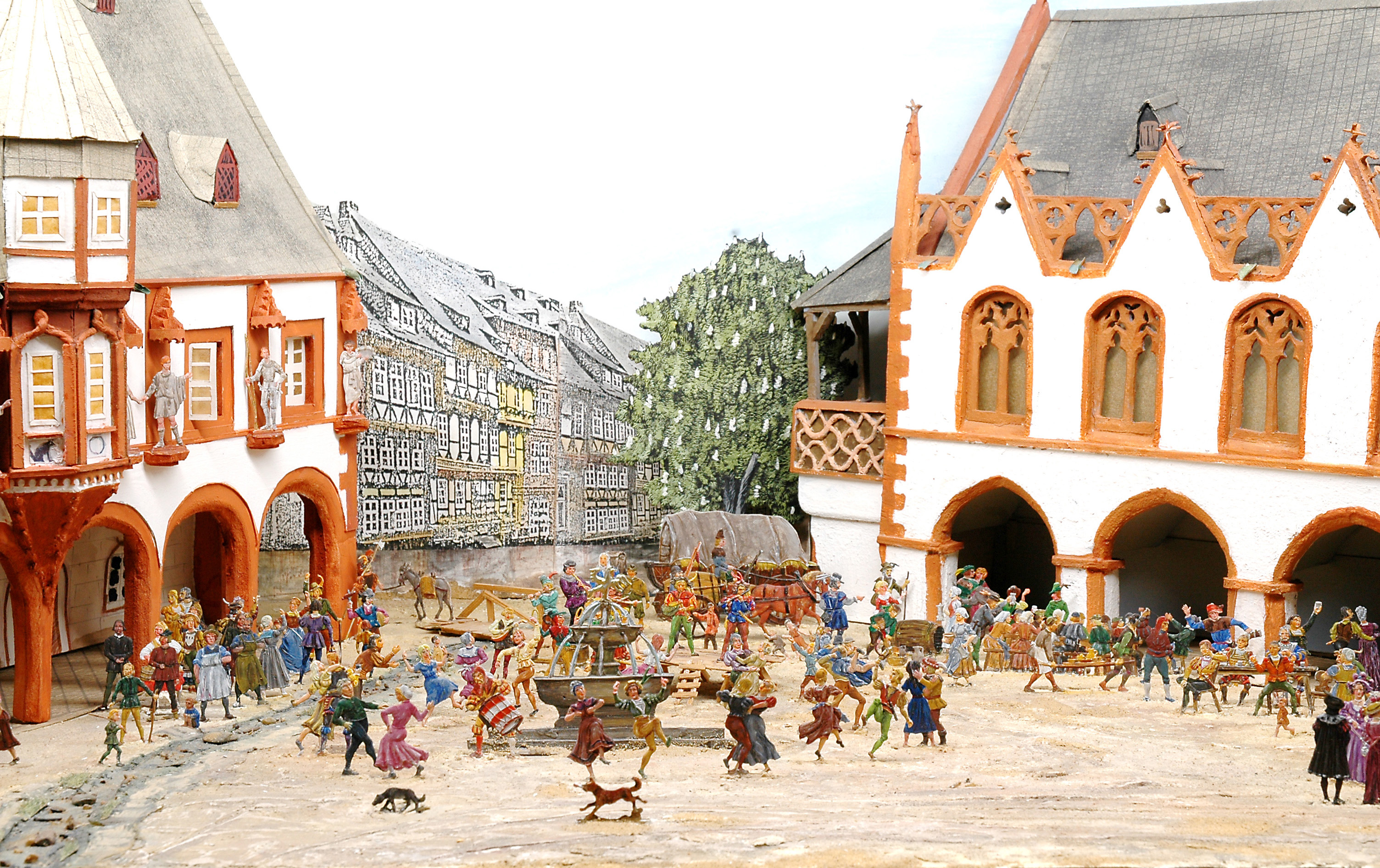
Diorama: Tanz auf dem Marktplatz von Goslar
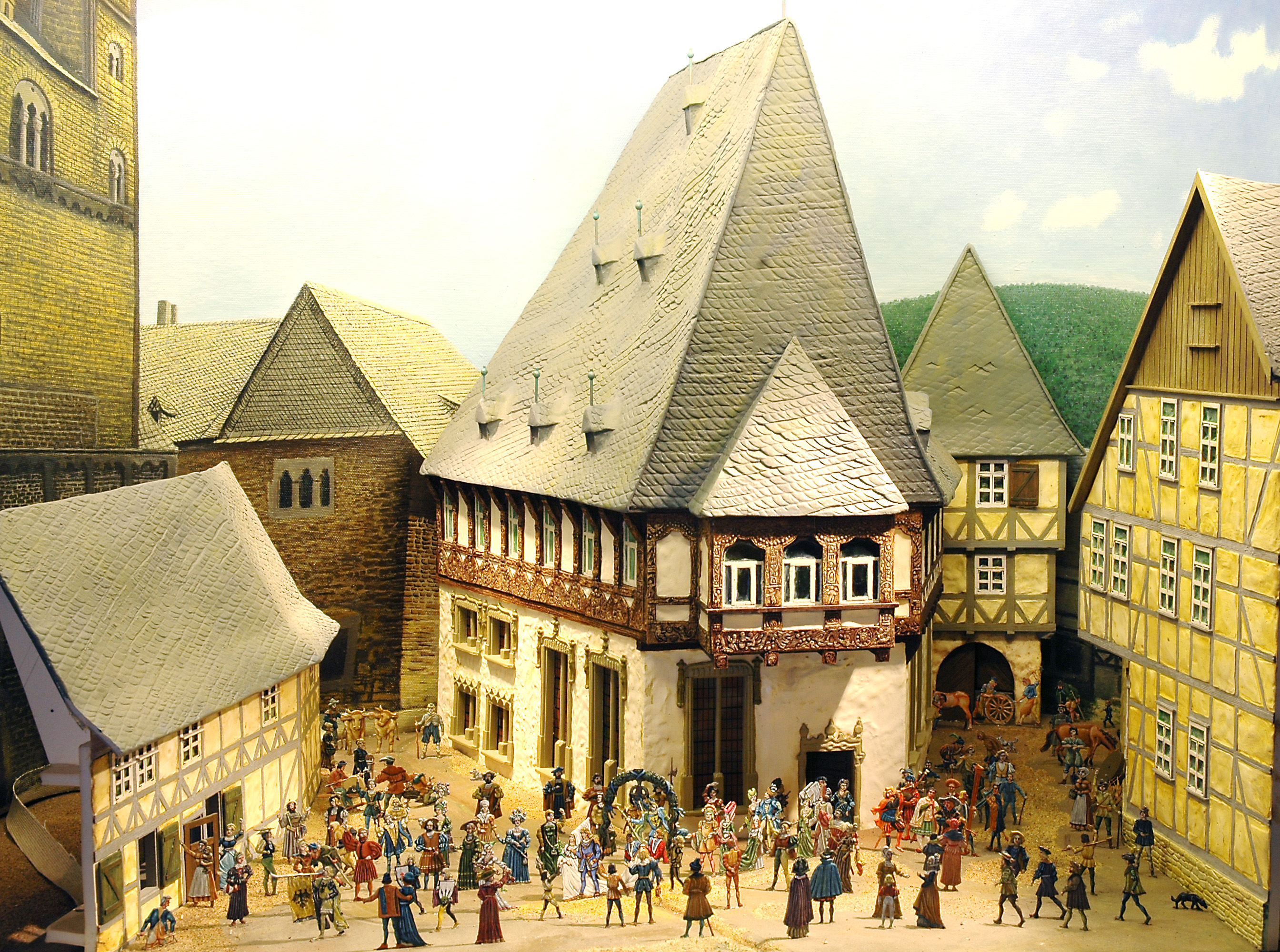
Diorama: Hochzeit vor dem Brusttuch
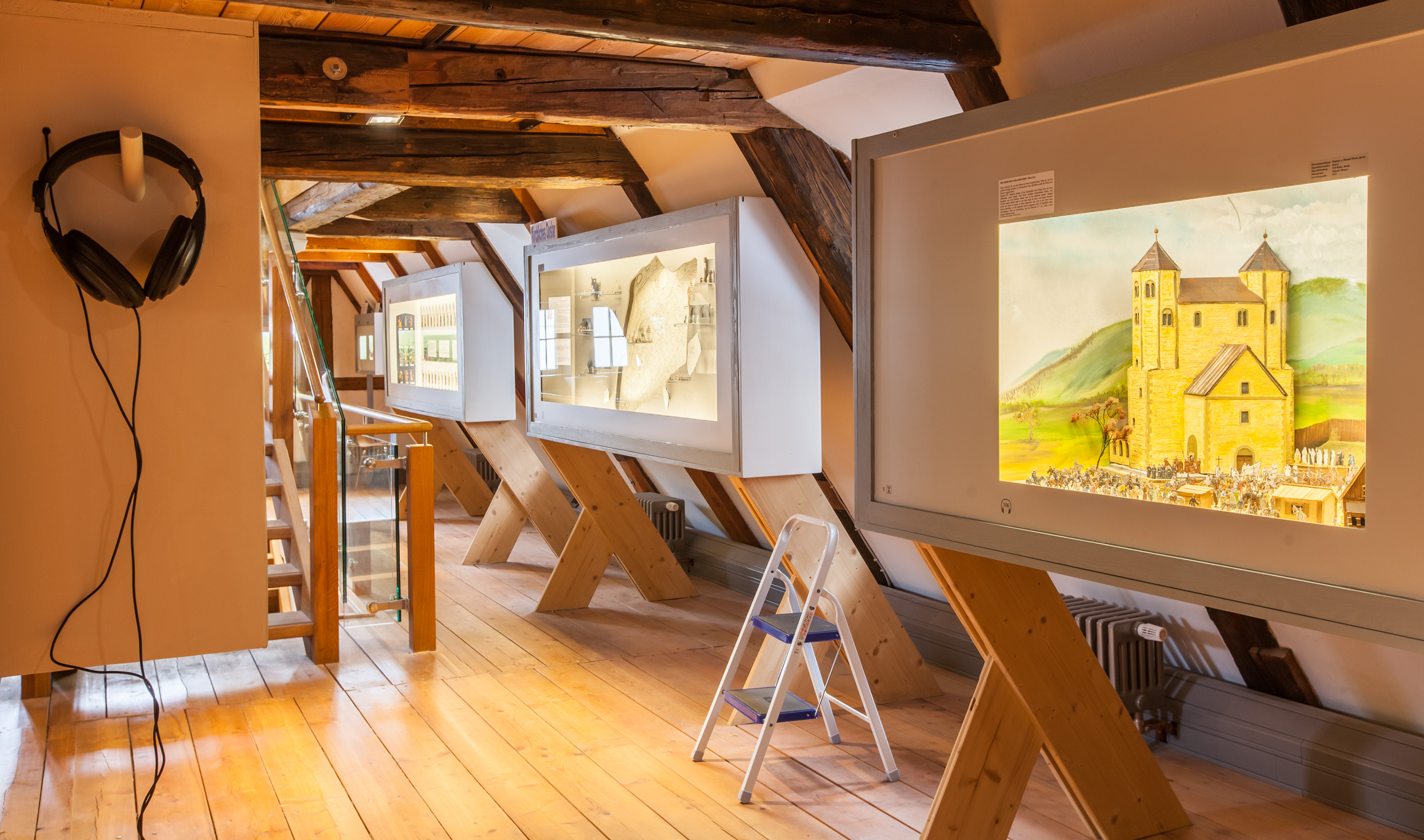
Ausstellungsraum im Fachwerkgebäude
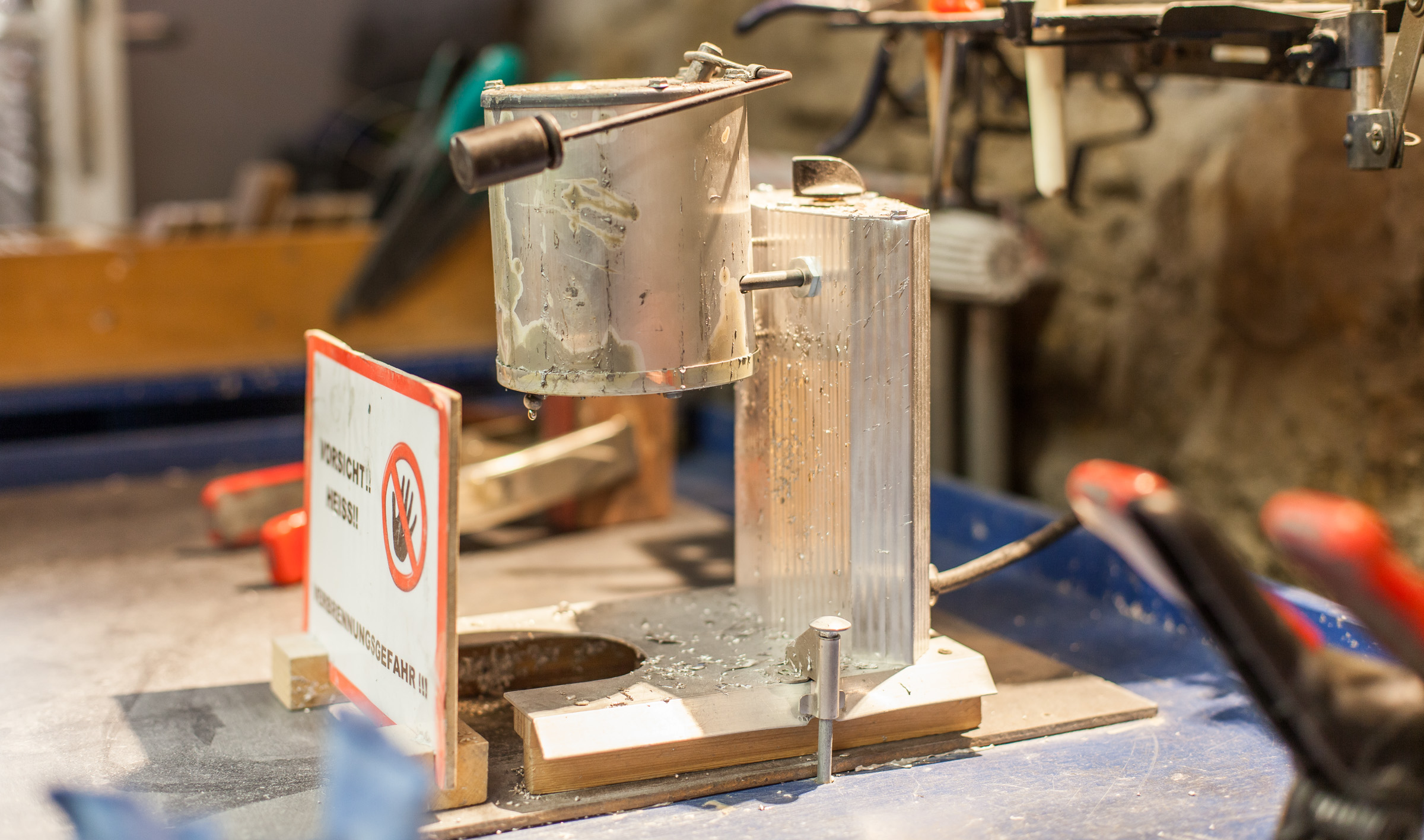
Arbeitsplatz für Besucher, Zinnfiguren selber gießen